# Bootsunglück vor Libyen im März 2017
Bei dem Unglück vor der libyschen Küste havarierten Ende März 2017 zwei Festrumpf-Schlauchboote. Dabei könnten laut UNHCR bis zu 250 Menschen ertrunken sein.
Die spanische Rettungsorganisation Proactiva Open Arms meldete zwei gesunkene Schlauchboote 14 Meilen vor der libyschen Küste. Am 23. März konnten fünf Leichen geborgen werden. Es handelte sich um junge Männer zwischen 16 und 25 Jahren aus Afrika. Neben Open Arms waren auch weitere Hilfsorganisationen, darunter die deutsche Jugend Rettet, an dem Einsatz beteiligt. Die restlichen Besatzungsmitglieder blieben vermisst Proactiva Open Arms und das UNHCR gehen davon aus, dass in jedem Boot bis zu 120 Menschen gewesen sein könnten, da Schlepper derartige Boote erfahrungsgemäß derart überladen würden.